# Năng lượng tách
Trong vật lý hạt nhân, năng lượng tách là năng lượng cần thiết để loại bỏ một hạt nhân (hoặc một hạt hoặc nhiều hạt được chỉ định khác) khỏi hạt nhân nguyên tử.
Năng lượng tách khác nhau đối với mỗi hạt nhân và các hạt được loại bỏ. Các giá trị được liệt kê có thể là "năng lượng tách neutron", "năng lượng tách hai neutron", "năng lượng tách proton", "năng lượng tách deuteron", "năng lượng tách alpha", v.v.
Năng lượng tách thấp nhất trong số các hạt nhân ổn định là 1,67 MeV, để loại bỏ một neutron ra khỏi beryllium-9.
Năng lượng có thể được thêm vào hạt nhân bằng cách chiếu vào một tia gamma năng lượng cao. Nếu năng lượng của photon đạt đến mức vượt quá năng lượng tách, sựphân hủy quang có thể xảy ra. Năng lượng vượt quá giá trị ngưỡng trở thành động năng của hạt bị đẩy ra.
Ngược lại, năng lượng liên kết hạt nhân là năng lượng cần thiết để tháo rời hoàn toàn hạt nhân, hoặc năng lượng được giải phóng khi hạt nhân được lắp ráp từ các hạt nhân. Nó là tổng của nhiều năng lượng tách, nên được cộng vào cùng một tổng số bất kể thứ tự lắp ráp hay tháo gỡ.

## Vật lý và hóa học
Năng lượng tách electron hoặc năng lượng liên kết electron là năng lượng cần thiết để loại bỏ một electron ra khỏi nguyên tử trung tính hoặc phân tử (hoặc cation) được gọi là năng lượng ion hóa. Phản ứng dẫn đến quang hóa, quang dẫn, hiệu ứng quang điện, quang điện, v.v.
Năng lượng phân ly liên kết là năng lượng cần thiết để phá vỡ một liên kết của phân tử hoặc một ion, thường tách một nguyên tử hoặc nhiều nguyên tử.